# 宜耐站
宜耐站是位于中华人民共和国云南省石林彝族自治县西街口镇宜奈村的一个铁路车站，建于1997年，目前为五等站，隶属中国铁路昆明局集团管辖，西距昆明站133公里，东距威舍站175公里，南宁站685公里。该站仅办理昆明站与红果站间普慢列车的旅客乘降；不办理货运营业。